# Nem szólnak majd a harsonák
A Nem szólnak majd a harsonák (There Won't Be Trumpets) a Született feleségek (Desperate Housewives) című amerikai filmsorozat tizenhetedik epizódja. Az Amerikai Egyesült Államokban először az ABC (American Broadcasting Company) adó sugározta 2005. április 3-án.

## Az epizód cselekménye
Solis mama öt hónap kóma után úgy dönt, hogy „ideje felébredni” és felnyitni egyetlen kisfia szemét. Ám még mielőtt ezt megtehetné, újra mély álomba merül örökre(?) Mike levelet ír Susan-nek, amelyben kiönti a szívét a múltjáról, de a nőnek komoly dilemmát okoz, hogy felbontsa-e. Andrew-t kirúgják az iskolából, ezért Bree felveti az ötletet Rexnek, hogy kezelhetetlen fiúkat javítóintézetbe küldjék. Gabrielle ráveszi Carlos-t, hogy – a házuk megtartása érdekében – ülje le a börtönbüntetését. Célja elérése érdekében pedig még Solis mama temetésén is hatalmas cirkuszt rendez. Susan Edie pasijával megy randira. Lynette igazságérzete – Tom rosszallása ellenére – feldúl egy házasságot. Gabrielle egykor nem is gondolta volna, hogy Juanita Solis kórházi ellátásának apró hiányosságaiból egyszer még komoly hasznot húzhat…

## Mellékszereplők
- Doug Savant – Tom Scavo
- Shawn Pyfrom – Andrew Van De Kamp
- Joy Lauren – Danielle Van De Kamp
- Marlee Matlin – Alisa Stevens
- Lupe Ontiveros – Juanita „Mama” Solis
- Albie Selznick – Dennis Stevens
- Rick Ravanello – Bill Cunningham
- Jeff Doucette – Father Crowley
- Dagney Kerr – Nurse Ruth Ann Heisel
- Mark L. Taylor – Mr. Steinberg
- Aria Wallace – Lily Stevens
- Brent Kinsman – Preston Scavo
- Shane Kinsman – Porter Scavo
- Derk Cheetwood – Security Guard
- Ciera Lamborn – Soprano Singer

## Mary Alice epizódzáró monológja
- A narrátor, Mary Alice monológja az epizód végén így hangzik (a magyar változat alapján):

„A hősöket a legkülönbözőbb okok miatt tiszteljük. Van, akit a merészségéért. Van, akit a bátorságáért. Van, akit a jóságáért. De rajongásunk oka leginkább az, hogy szívünk mélyén mind arról álmodunk, hogy egyszer minket is megment valaki. Na persze, ha a sors nem hoz össze a megfelelő hőssel, kénytelenek vagyunk mi magunk megmentetni magunkat.”

## Epizódcímek szerte a világban
- Angol: The're Won't Be Trumpets (Nem lesznek harsonák)
- Francia: Il ne suffira pas d'un signe
- Német: Helden (Hősök)
- Olasz: Eroi (Hősök)